# Wilhelm von Preußen (1906–1940)

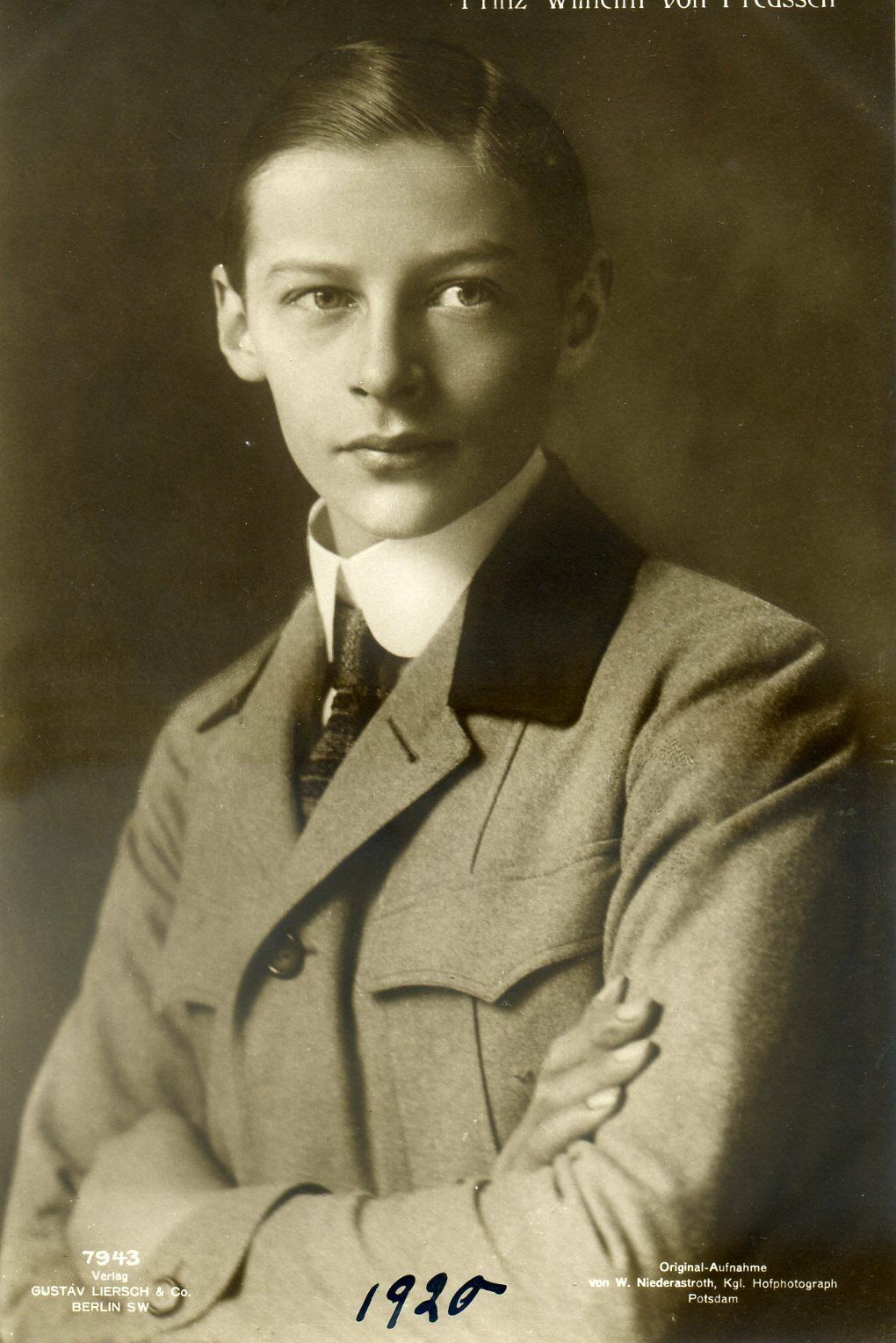
Prinz Wilhelm von Preußen 1920

Wilhelm Friedrich Franz Joseph Christian Olaf Prinz von Preußen (* 4. Juli 1906 in Potsdam; † 26. Mai 1940 in Nivelles) aus dem Haus Hohenzollern war der älteste Sohn des deutschen und preußischen Kronprinzen Wilhelm und der Kronprinzessin Cecilie. Die wegen seiner Herkunft mehrmals aufscheinenden Möglichkeiten für Wilhelm, historische Bedeutung zu erlangen, kamen nicht zum Tragen.

## Leben

### In der Monarchie

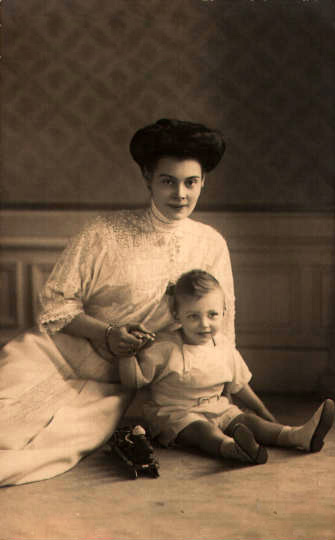
Wilhelm als Kleinkind mit seiner Mutter

Wilhelm war das erste Kind des Kronprinzenpaares, er kam im Marmorpalais zur Welt. An seinem zehnten Geburtstag stellte ihn sein Großvater Kaiser Wilhelm II. traditionsgemäß als Leutnant in das 1. Garde-Regiment zu Fuß ein und verlieh ihm den Schwarzen Adlerorden. Nachdem sein Vater das Kommando über das 1. Leib-Husaren-Regiment in Danzig übernommen hatte, lebte die Familie ab 1912 in Zoppot, bis der Kronprinz im Januar 1914 nach Berlin versetzt wurde. In den Jahren des Ersten Weltkriegs war der Vater abwesend, danach befand er sich bis 1923 im niederländischen Exil, um anschließend meist getrennt von seiner Frau zu leben. Cecilie erzog daher ab 1914 Wilhelm und seine fünf Geschwister nahezu allein. Wilhelms Hauslehrer war ab 1916 Carl Kappus. Die Familie bezog 1917 das neu erbaute Schloss Cecilienhof in Potsdam.

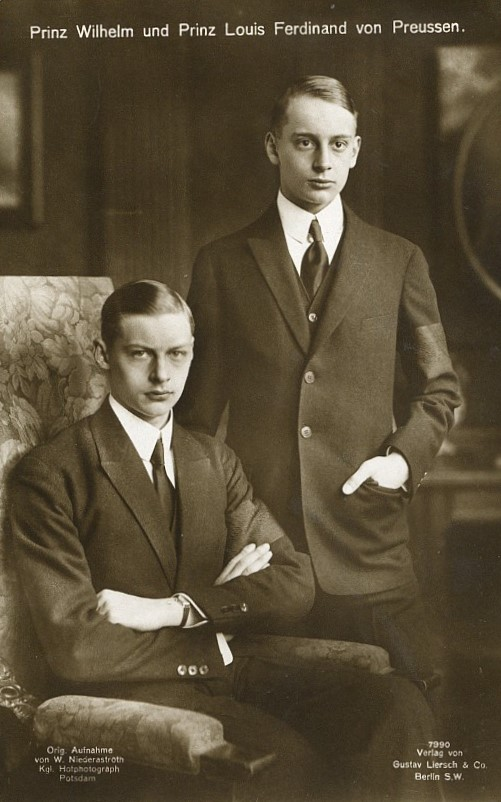
Wilhelm und Louis Ferdinand von Preußen in Trauer um ihre Großmutter, 1921

Als sich Anfang November 1918 die Revolution unausweichlich abzeichnete, versuchte Reichskanzler Max von Baden, die Hohenzollernmonarchie zu retten, indem er dem nach Spa geflüchteten Kaiser vorschlug, abzudanken, den Kronprinzen von der Thronfolge auszuschließen, die Krone seinem Enkel Wilhelm zu übertragen und ihm selbst als Reichsverweser und Vormund des minderjährigen Kaisers die Regentschaft zu überlassen. Das Vorhaben, mit dem auch der MSPD-Führer Friedrich Ebert einverstanden war, scheiterte an der strikten Weigerung Wilhelms II.

### In der Republik

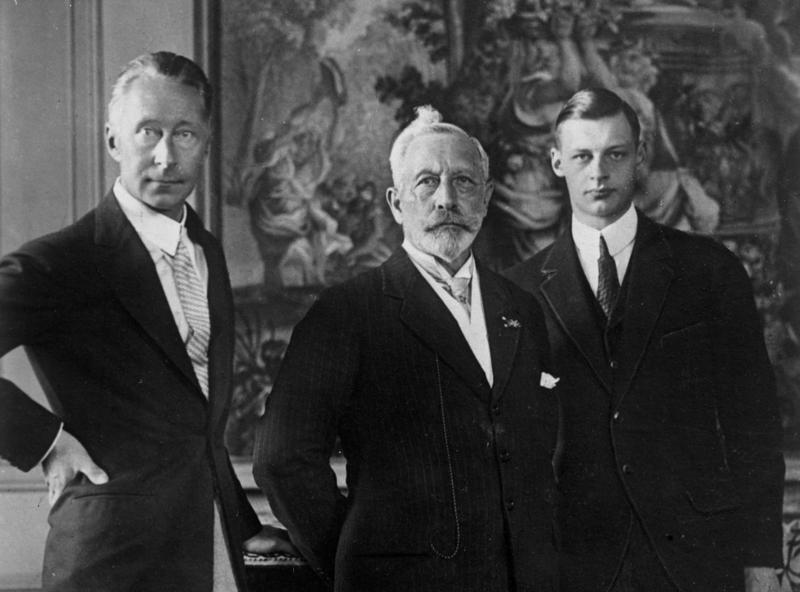
Wilhelm (rechts) mit Vater und Großvater (1927)

Auch nach dem Ende der Monarchie blieb Wilhelm in der Dynastie der Hohenzollern der Nachfolgekandidat als Chef des Hauses und, bei einer Wiederherstellung der Monarchie, als deutscher Kaiser und König von Preußen. Aktive monarchistische Kräfte wie die Deutschnationale Volkspartei (DNVP) sahen in dem abgedankten Kaiser wie auch in seinem ebenfalls fortgelaufenen Sohn nicht die geeigneten Repräsentanten des von ihnen gewollten, erneuerten deutschen Kaisertums. Sie wünschten sich Wilhelm als Kronprätendenten unter dem Namen Wilhelm III. Nur aus „Motiven des Takts und des guten Geschmacks“ sah die DNVP von einer entsprechenden Proklamation ab. Überhaupt stießen Kaiser und Kronprinz im jüngeren, aber auch im traditionalistischen rechten Lager auf Ablehnung, weil sie „in der Stunde der Gefahr die Front führerlos gelassen haben“. Kirchlich-konservative Kreise bezweifelten, dass die Machthaber der Republik überhaupt als „Obrigkeit“ im Sinne vom Römer 13 anzusehen seien. Ein Wortführer, der Theologe Reinhard Mumm, bekannte im Reichsboten: „Mein Kaiser heißt Wilhelm III.“
Wilhelm besuchte mit seinem Bruder Louis Ferdinand das städtische Realgymnasium in Potsdam, wo er sich als Schülersprecher für bisher an Preußens Schulen abgelehnte Mannschaftssportarten wie Fußball und Handball einsetzte und beliebter war als sein intellektuell und elitär auftretender Bruder. Anfang der 1920er Jahre trat er, zum Missfallen Wilhelms II. als einfaches Mitglied, in den Jungstahlhelm ein. Ab 1925 studierte Wilhelm Rechtswissenschaft an der Ludwig-Maximilians-Universität München, der Rheinischen Friedrich-Wilhelms-Universität Bonn und der Albertus-Universität Königsberg. Er wurde wie sein Vater und sein Großvater Mitglied des Corps Borussia Bonn (1926) und darüber hinaus Corpsschleifenträger des Corps Saxo-Borussia Heidelberg (1928). Er focht mehrere Mensuren und war Sekundant. Politisch trat Wilhelm nicht hervor, war aber aktiv innerhalb der jeweiligen Hochschulgruppen des Jungstahlhelms, die sich ab 1927 im Stahlhelm-Studentenring Langemarck zusammenschlossen. Im Stahlhelmbund Ostpreußen brachte er es zum Landeswart.
Im Jahre 1926 löste Wilhelm unbeabsichtigt einen politischen Skandal aus: Der Chef der Heeresleitung, Generaloberst Hans von Seeckt, hatte ihm erlaubt, an einem Manöver des Infanterie-Regiments Nr. 9 teilzunehmen, das die Tradition seines 1. Garde-Regiments fortführte. Die republiktreue und besonders die linksgerichtete Presse prangerte den Vorfall an. Der Vorwärts nahm irrig an, Wilhelm wäre auf Zeit in die Reichswehr übernommen worden, und spottete über den „Zeitfreiwilligen Hohenzollern“. Theodor Wolff empörte sich im Berliner Tageblatt: „Es hat noch niemals einen Staat gegeben, in dem gegnerische, auf Umsturz hoffende Thronprätendenten in die Armee eingereiht worden wären.“ Reichswehrminister Otto Geßler (DDP) war über die Teilnahme nicht informiert worden und nahm dies zum Anlass, Seeckt zu entlassen.
Ein erneutes von Wilhelm unerwünschtes deutschland- und europaweites Interesse an seiner Person verursachte 1927 der Hochstapler Harry Domela. Dieser hatte sich ab November 1926 in Thüringen für ihn ausgegeben und die Stützen der Gesellschaft mit seiner intelligenten und kultivierten Art genarrt. Im Dezember flog Domela auf, im Monat darauf wurde er verhaftet und zu sieben Monaten Gefängnis verurteilt. Namhafte Autoren, darunter Thomas Mann, Kurt Tucholsky und Carl von Ossietzky, feierten seine „Köpenickiade“ im noch immer monarchistischen und obrigkeitshörigen Milieu deutscher Honoratioren. Der Malik-Verlag veröffentlichte Domelas Erlebnisbericht mit einem Porträt Wilhelms auf dem Schutzumschlag, bis dieser dies im Januar 1928 gerichtlich untersagen ließ.
Wilhelm spielte, ohne es zu wissen, womöglich eine Hauptrolle bei Versuchen des Reichskanzlers Heinrich Brüning, seinem Fernziel, der Wiederherstellung der Monarchie, näherzukommen. Danach hätte Reichspräsident Paul von Hindenburg sein Amt als Reichsverweser ausüben sollen, bis ihm Wilhelm im Alter von 35 Jahren als Monarch gefolgt wäre. Sie seien gescheitert, weil Hindenburg mit einer Schmälerung seiner persönlichen Macht nicht einverstanden gewesen sei. Zeitgenössische Quellen hierzu gibt es nicht, die Angaben beruhen einzig auf nachträglichen Äußerungen Brünings, namentlich seiner Memoiren, deren Quellenwert aber umstritten ist.

### Nationalsozialismus
In der Endphase der Weimarer Republik hatte die DNVP ihre Politik an den Gemeinsamkeiten mit den Nationalsozialisten ausgerichtet, was aber die scharfen Gegensätze von Stahlhelm und SA nur scheinbar überbrückte. Auch Wilhelm begrüßte zunächst in seinen seltenen öffentlichen Auftritten die Machtergreifung Hitlers. Die Begeisterung verflog rasch angesichts der Gleichschaltung des Stahlhelms, die mit der Übernahme in die SA endete. Noch im Sommer 1933 schloss sich Wilhelm einem der Zirkel um den abgesetzten zweiten Stahlhelm-Bundesführer Theodor Duesterberg an. Zu dem Freundeskreis, der sich auf zwei Treffen der „Langemärcker“ im Sommer und Herbst 1933 in Naumburg formiert hatte, gehörten Duesterbergs vormaliger Adjutant Hans-Jürgen Graf von Blumenthal, der jungkonservative Redakteur Hans-Albrecht Herzner und später Hans-Viktor von Salviati, der Bruder der Verlobten Wilhelms. Eine Freundschaft entwickelte sich zu Friedrich Wilhelm Heinz.
In der breiten Öffentlichkeit wurde Wilhelm wegen seiner Verbindung zu Dorothea von Salviati (1907–1972) aus Bad Godesberg als Überwinder starrer Standesgrenzen bekannt. Er hatte sich als Bonner Student in sie verliebt. Die Verbindung mit einer Tochter des Hofmarschalls einer Schwester Kaiser Wilhelms galt nach dem hohenzollerschen Hausgesetz als nicht ebenbürtig und stieß daher auf die strikte Ablehnung Wilhelms II. und des Kronprinzen. Dies erschien als ein neues Kapitel in der langen Reihe der Generationenkonflikte im Haus Hohenzollern.
Am 3. Juni 1933 heirateten Wilhelm und Dorothea ohne Wissen der Familie. Nur der Trauzeuge Hubertus von Preußen war eingeweiht. Damit hatte Wilhelm auf sein Erstgeborenenrecht verzichtet und seine Nachfolgerrolle ging auf seinen nächstgeborenen Bruder Louis Ferdinand über. Hitler meinte nun gegenüber Dritten, mit diesem Traditionsbruch der Hohenzollern sei der „monarchische Gedanke in Deutschland begraben“. Dennoch hielt er Wilhelm zeitweise für geeignet, eine repräsentative Rolle im NS-Staat zu übernehmen. Wilhelm selbst hatte bereits im April 1933 erklärt, die Vorstellungen seines Vaters und Großvaters von einer Rückkehr zur Monarchie unter den Nationalsozialisten seien Illusionen. Bei der „Wiederherstellung der Wehrhoheit“ wünschte Wilhelm, eine Laufbahn als aktiver Offizier in der Wehrmacht anzutreten. Hitler verhinderte dies trotz der Unterstützung durch den hochangesehenen Generalfeldmarschall August von Mackensen. Wilhelm wurde Reserveoffizier im 1. Infanterie-Regiment in Königsberg. Von 1935 an lebte er, nach einer praktischen Ausbildung in der Neumark, als Gutsbesitzer und Landwirt mit seiner Frau und den beiden gemeinsamen Töchtern Felicitas und Christa auf Schloss Klein Obisch bei Glogau in Schlesien.
Der Freundeskreis Wilhelms stieß im Jahr 1938 zu den Initiatoren der Staatsstreichpläne, die als Septemberverschwörung bezeichnet werden. Auslöser der Pläne war der Gedanke, dass Hitler durch seine Politik in der Sudetenkrise Deutschland in einen von vornherein aussichtslosen Krieg gegen die Westmächte hineinsteuere. Die Verschwörer wollten Hitler durch einen Stoßtrupp unter Erwin von Witzleben in der Reichskanzlei gefangen nehmen. Er sollte entweder vor Gericht gestellt oder von Ärzten als unzurechnungsfähig erklärt werden. Mehrere Treffen Wilhelms mit Hans Oster, dem Hauptbeteiligten und Mitarbeiter Wilhelm Canaris’ in der Abwehr, sind belegt. Darüber hinaus waren über Heinz Kontakte zu Vertretern des sozialdemokratischen Lagers wie Wilhelm Leuschner, Julius Leber und Gustav Dahrendorf, zum Gewerkschafter Hermann Maaß und bürgerlichen Oppositionellen um Carl Friedrich Goerdeler entstanden, die mit der Ablösung des NS-Staates durch eine konstitutionelle Monarchie nach dem Beispiel Großbritanniens einverstanden waren und jede Rückkehr „wilhelminischer Verhältnisse“ strikt ablehnten.
In der ersten Augusthälfte 1938 trafen sich die Teilnehmer in Klein Obisch und diskutierten mit Wilhelm einen Verfassungsentwurf. Zuvor hatte Uneinigkeit in der Frage geherrscht, wer in der angestrebten Militärdiktatur die Rolle des Staatsoberhauptes übernehmen solle. Schließlich war auch Goerdeler damit einverstanden, Wilhelm zum „Reichsregenten“ auszurufen und später an die Spitze einer wiedererrichteten Monarchie zu stellen.
Es ist unklar, ob Wilhelm die gegenüber den anderen Verschwörern geheimgehaltene Absicht der Stoßtruppteilnehmer Oster und Heinz, Hitler bei seiner Festnahme in einem fingierten Handgemenge zu töten, bekannt war. Als Teilnehmer der bereits im Ansatz steckengebliebenen Verschwörung klärte Heinz eine Woche nach der Münchener Konferenz Wilhelm über das Scheitern des Staatsstreichversuchs auf. Im Münchner Abkommen hatte sich Hitler dank der Appeasement-Politik der Westmächte durchgesetzt und befand sich auf der Höhe seiner außenpolitischen Erfolge. Angesichts dessen sahen die Verschwörer von einer Fortsetzung ihres Unternehmens ab.
Zu erneuten, praktisch aber undurchführbaren Umsturzplanungen der Verschwörergruppe kam es nach dem Ausbruch des Zweiten Weltkrieges im Oktober 1939, als Deutschland durch den Überfall auf Polen einen offensichtlich nicht zu gewinnenden Krieg begonnen hatte. Diesmal waren die Liquidierung der gesamten NS-Spitze, freie Wahlen, die Rückkehr zum Rechtsstaat und die Einleitung von Friedensverhandlungen vorgesehen. Eine Wiederherstellung der Monarchie war nicht geplant. Der Thronprätendent Louis Ferdinand wäre bereit gewesen, aber er war schwer einzuschätzen, und Wilhelm hatte deutlich gemacht, dass er einen Staatsstreich im Krieg ablehnte.

### Tod und Begräbnis
Als Wilhelm im Mai 1940 als Oberleutnant mit der 1. Infanterie-Division der Wehrmacht am Frankreichfeldzug teilnahm, wurde er am 23. Mai 1940 bei der Erstürmung von Valenciennes schwer verwundet. Drei Tage später starb er in einem Feldlazarett im belgischen Nivelles. Nach seinem letzten Willen, den er Salviati mitgeteilt hatte, überbrachte Heinz der Witwe die Todesnachricht und übernahm die Pflegschaft der Töchter.
Die Öffentlichkeit erfuhr aus Presse und Rundfunk nichts vom Tod des Prinzen. Die Nachricht selbst sowie Ort und Termin der Beerdigung konnten nur durch Traueranzeigen und von Mund zu Mund bekannt werden, verbreiteten sich aber dennoch schnell. Am 29. Mai 1940 bildeten nach dem Trauergottesdienst in der Friedenskirche 50.000 schwarz gekleidete Menschen ein drei Kilometer langes, stummes Spalier durch den Park Sanssouci zum Antikentempel, dem Begräbnisort. Der monarchisch-konservativ eingestellte Teil der Opposition gegen das NS-Regime hatte Wilhelm bis an sein Lebensende als Hoffnungsträger gesehen. Die größte unorganisierte Massenkundgebung seiner Regierungszeit veranlasste Hitler zur Verkündung des Prinzenerlasses, der den Angehörigen ehemaliger deutscher Herrscherhäuser zunächst den Fronteinsatz und ab 1943 den Dienst in der Wehrmacht generell untersagte.
Die Beerdigung Wilhelms hatte ein letztes Mal die beachtliche Größe des potenziellen „Gegen-Charismas“ der ehemaligen Herrscherfamilie zu Hitler gezeigt. Jedoch hat sie es weder zu Wilhelms Lebzeiten noch später in irgendeiner Form gegen den Nationalsozialismus eingesetzt. Die Gestapo stieß erst bei den Ermittlungen zum Attentat vom 20. Juli 1944 auf die Septemberverschwörung des Jahres 1938 und ihre Verzweigungen. Im Oktober 1944 von Walter Huppenkothen ins Bild gesetzt, ordnete Hitler absolute Geheimhaltung der Erkenntnisse an und untersagte ihre Weiterleitung an die Oberreichsanwaltschaft.

## Kinder
- Felicitas Cecilie Alexandrine Helene Dorothea Prinzessin von Preußen (* 7. Juni 1934 in Bonn; † 1. August 2009 in Wohltorf) ⚭ I. Bonn 12. September 1958 (geschieden 1972) Dinnies von der Osten (* 21. Mai 1929 in Köslin); ⚭  II. Aumühle 27. Oktober 1972 Jörg von Nostitz-Wallwitz (* 26. September 1937 in Verden/Aller)
- Christa Friederike Alexandrine Viktoria Prinzessin von Preußen (* 31. Oktober 1936 in Klein Obisch) ⚭ Wahlscheid 24. März 1960 Peter Liebes (* 18. Januar 1926 in München; † 5. Mai 1967 in Bonn)